# Кандакия
Кандакия (Кандака, Кандаке, греч. Κανδάκη, мероит. kdke) — титул правящих цариц древнего царства Куш. Термин также использовался для формального титула королевы-матери.

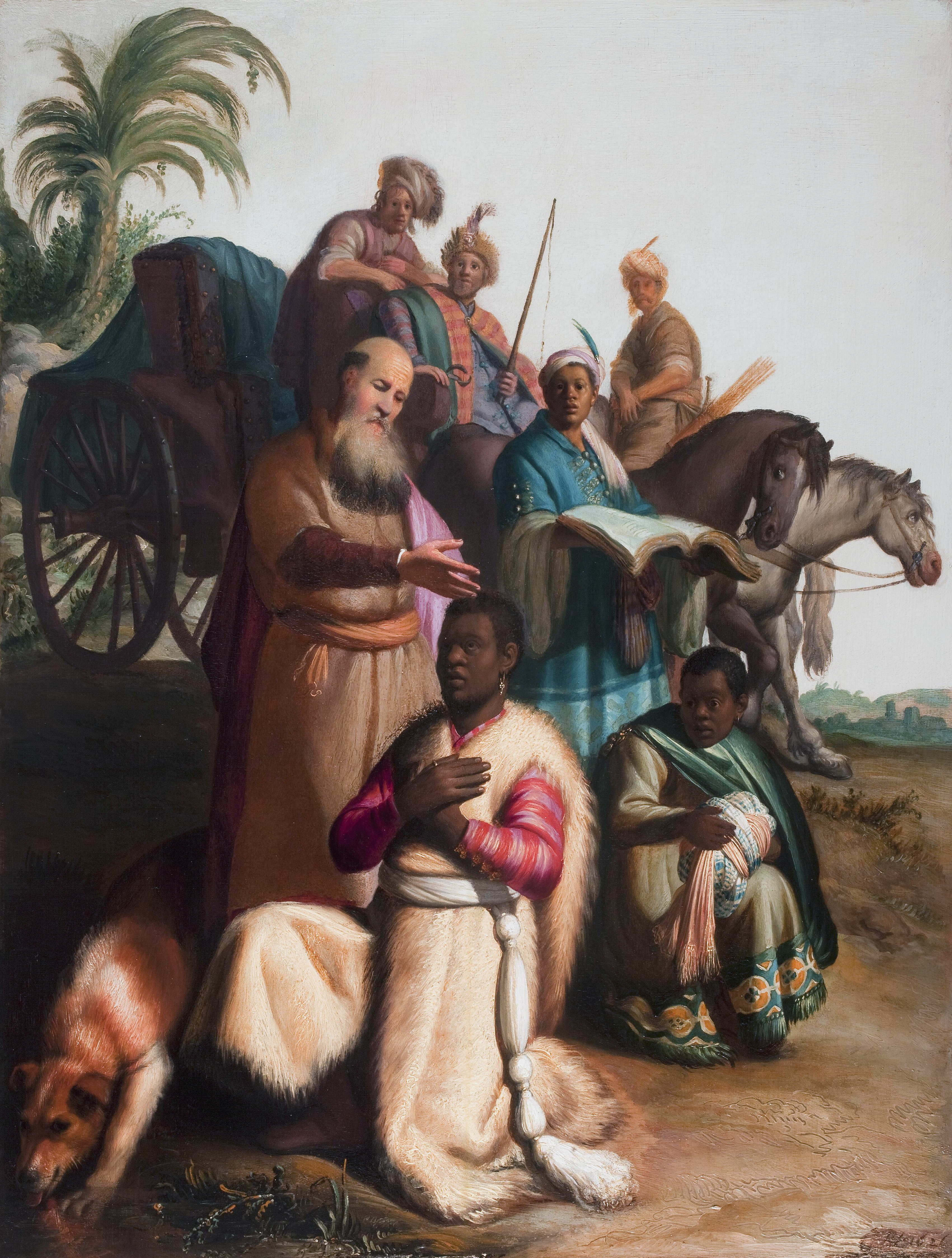
Крещение евнуха (Рембрандт, 1626)

В Новом Завете есть упоминание о хранителе всех сокровищ Кандакии Эфиопской, которую по возвращении из Иерусалима крестил апостол Филипп:

…муж Эфиоплянин евнух Кандакии, царицы Эфиопской, хранитель всех сокровищ её, приезжавший в Иерусалим для поклонения, возвращался и, сидя на колеснице своей, читал пророка Исаию. Дух сказал Филиппу: «подойди и пристань к сей колеснице». Филипп подошёл и, услышав, что он читает пророка Исаию, сказал: «разумеешь ли, что читаешь»? Евнух отвечал, как могу разуметь, если кто не наставит меня? И попросил Филиппа взойти (на колесницу) и сесть с ним. А место из писания, которое он читал, было сие, как овца ведён был Он на заклание и как агнец пред стригущими его безгласен, так Он не отверзал уст своих. В уничижении Его суд Его совершился, но род Его кто изъяснит? Ибо вземлется от земли жизнь Его…
— Деяния Св. Апостолов XIII, 27—33
(Исаия LIII, 7—8)
В исторических хрониках можно встретить личное имя цариц Куша Кандакия, которое образовано от титула.

## Царицы-воительницы
В легенде из романа II—I вв. до н. э. «История Александра Великого» повествуется о Кандакии из Мероэ, которая воевала с Александром Македонским. Происхождение этой легенды не очень ясно — Александр Македонский в своём походе в Египет не дошёл до Нубии, южной точкой его завоеваний считается оазис Сива.
В 25 году до н. э. кандакия Аманирена, по свидетельству Страбона, атаковала египетский город Сиене, находящийся в эти годы под контролем Римской империи. Император Октавиан Август в ответ захватил Нубию и разрушил столицу Кушитов город Напата.
Изображение другой известной кандакии-воительницы Шанакдакете дошло до наших дней на барельефе из Мероэ, датируемым около 170 года до н. э., на котором кандакия изображена в доспехах и с копьём в бою. Известно, что она не была королевой-регентом или королевой-матерью, она была правящей королевой, её муж не был правящим королём (фараоном). На барельефе Шанакдакете изображена как в одиночестве, так и в компании своего мужа и сына, который носит титул наследного принца.
Древним грекам и римлянам были известны четыре нубийские королевы, носящие титул кандакия: Аманишакете, Аманирена, Навидемак и Малегерабар.

## Известные Кандакии царства Куш
- Кандакия из Мероэ (около 345—332 годов до н. э.)
- Алахебаскен (около 295 года до н. э.)
- Шанакдакете (около 177—155 годов до н. э.)
- Аманирена (около 40—10 годов до н. э.)
- Аманишакете (около 10—1 годов до н. э.)
- Аманиторе (около 1—20 годов н. э.)
- Амантитере (около 22-41 годов н. э.)
- Аманикаташан (около 62-85 годов н. э.)
- Малегерабар (около 266—283 годов н. э.)
- Лахидеамани (около 306—314 годов н. э.)